# Ragna Grubb
Pour les articles homonymes, voir Grubb.

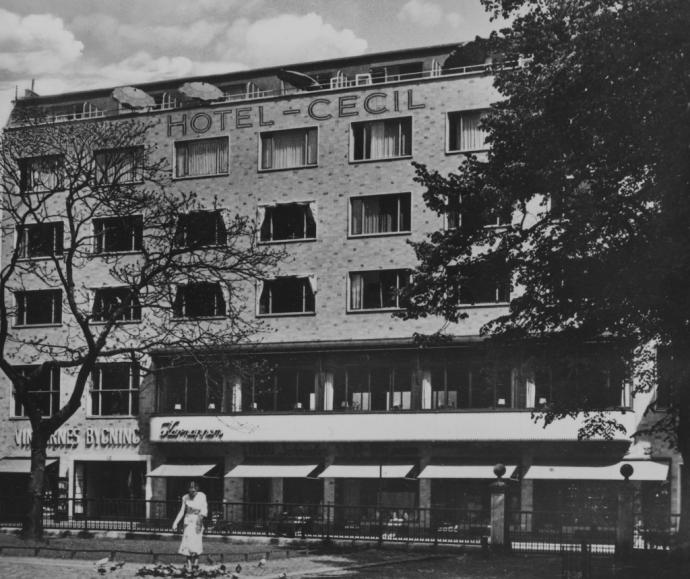
Le Kvindernes Bygning, à Copenhague, aux alentours de 1960

Ragna Grubb (née le 20 mars 1903 à Copenhague – morte le 9 juin 1961 à Frederiksberg) est une architecte danoise, diplômée de l’Académie royale des beaux-arts du Danemark. Elle est une des premières femmes architectes à ouvrir son cabinet dans le pays, en 1935.

## Source
- (en) Cet article est partiellement ou en totalité issu de l’article de Wikipédia en anglais intitulé « Ragna Grubb » (voir la liste des auteurs).